# 東アジア・オーストラリア地域フライウェイ・パートナーシップ

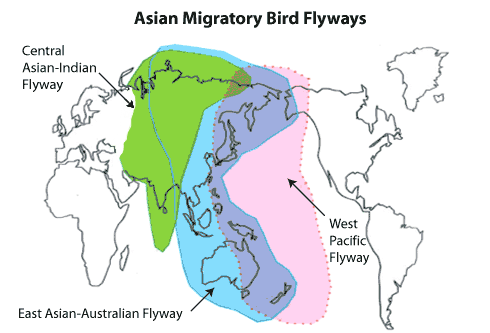
中央アジア 、東アジア–オーストラリア、および西太平洋の渡り鳥の飛行経路

「フライウェイ」とは渡り鳥の渡りルート(Migration Route)を、地域レベルで包括的にくくった範囲のことで、世界で9範囲に分けられる。アジア・太平洋地域には、「中央アジアフライウェイ」、「西太平洋フライウェイ」そして「東アジア・オーストラリア地域フライウェイ(East Asian–Australasian Flyway：EAAF)」という3つのフライウェイがある。日本に飛来する多くの渡り鳥はEAAFを利用しており、その地域はオセアニア、東南アジア、日中韓等が含まれる北東アジア、そしてロシア東部からアラスカまで、22カ国をまたがっている。
EAAFには、250もの渡り性水鳥の個体群が生息し、その数は5000万羽以上とも言われている。
この地域の渡り性水鳥とその生息地の保全を推進し、生息地間のネットワークを構築するため、日・豪両政府主導のもと、東アジア・オーストラリア地域フライウェイ・パートナーシップ（EAAFP）が2006年に発足した。
2020年4月現在、日本の環境省を含む18カ国の政府組織や、日本野鳥の会、バードライフ・インターナショナル、ウェットランド・インターナショナルなどの国際NGOを含め、37組織が参加している。

## 目的
東アジア・オーストラリア地域（EAAF）の渡り性水鳥及びその生息地を保全するため、関係する多様な主体の国際的連携・協力のための枠組みを提供することを目的とする。渡り性水鳥の重要生息地の国際的なネットワークを構築するとともに、普及啓発、調査研究及び保全活動を促進し、もって当該地域における生物多様性保全及び地域住民の利益に資するもの。

## 沿革
1996年に日豪政府及び国際湿地保全連合が主導して「アジア太平洋地域渡り性水鳥保全戦略」（第Ⅰ期：1996-2000、第Ⅱ期：2001-2006）（以下、水鳥保全戦略という）を策定、本戦略に基づきシギ・チドリ類、ツル類、ガンカモ類の3種群の渡り鳥の生息地の国際的なネットワークが構築され、ネットワーク参加地間の情報交換、人的交流、調査研究等の活動が進展してきた。
2002年に南アフリカ・ヨハネスブルグにおいて開催された「持続可能な開発に関する世界首脳会議」（WSSD、通称ヨハネスブルグ・サミット）に際して、日豪政府、国際湿地保全連合により、国際連携協力事業（WSSDタイプ２パートナーシップ・イニシアティブ※）として、渡り性水鳥の生息地の保全に関するプロジェクトを登録。
※各国政府、国際機関、NGOが表明する取組みをとりまとめた約束文書（タイプ2文書）に基づくプロジェクト
2006年11月、水鳥保全戦略の終了にあたり、当該地域の渡り性水鳥及びその生息地の保全に係る国際協力のさらなる強化を図るため、日豪政府の密接な連携により、WSSDタイプ2パートナーシップ・イニシアティブの側面を充実させる形で、新たな枠組みを構築するに至った。

## 日本の渡り性水鳥重要生息地ネットワーク参加地
2020年5月現在、33か所の湿地が当ネットワークに参加している。
- クッチャロ湖（北海道浜頓別町）
- 宮島沼（北海道美唄市）
- ウトナイ湖（北海道苫小牧市）
- 野付半島・野付湾（北海道別海町）
- 風蓮湖・春国岱（北海道根室市）
- 霧多布（北海道浜中町）
- 琵琶瀬湾（北海道浜中町）
- 厚岸湖・別寒辺牛湿原（北海道厚岸町）
- 釧路湿原（北海道釧路市）
- 小友沼（秋田県能代市）
- 八郎潟干拓地（秋田県大潟村）
- 化女沼（宮城県大崎市）
- 蕪栗沼（宮城県大崎市）
- 伊豆沼・内沼（宮城県登米市・栗原市）
- 白石川（福島県大河原町）
- 福島潟（新潟県新潟市）
- 瓢湖水禽公園（新潟県阿賀野市）
- 佐潟（新潟県新潟市）
- 谷津干潟（千葉県習志野市）
- 東京港野鳥公園（東京都）
- 片野鴨池（石川県加賀市）
- 藤前干潟（愛知県名古屋市）
- 琵琶湖（滋賀県、長浜市、高島市）
- 大阪南港野鳥園（大阪府大阪市）
- 吉野川河口（徳島県）
- 米子水鳥公園（鳥取県米子市）
- 八代（山口県周南市）
- 東よか干潟（佐賀県佐賀市）
- 鹿島新籠（佐賀県鹿島市）
- 荒尾干潟（熊本県荒尾市）
- 球磨川河口（熊本県八代市）
- 出水（鹿児島県出水市）
- 漫湖（沖縄県那覇市・豊見城市）

※ 自治体のフライウェイに関する記述があるホームページにリンクしている。

## 活動事例
- ガンカモ類国内生息地ネットワーク

ガンカモ類国内生息地ネットワークの情報発信サイト。関連するイベントの報告などが報告されているほか、ヒシクイ亜種の識別等を掲載。
- 東アジア・オーストラリア地域渡り性水鳥重要生息地ネットワーク（ガンカモ類）支援・鳥類学研究者グループ
- 全国シギチドリ一斉調査

全国で渡り鳥のシギ・チドリ類を、できるだけいっせいので調査するグループ。

## 普及啓発
- 東アジア・オーストラリア地域フライウェイ・パートナーシップ紹介資料
- 重要生息地ネットワーク国内参加地　日本国内で、重要生息地ネットワークに参加しているサイトの一覧
- ポスター フライウェイの説明と活動事例を掲載したポスター
- 広報・教育・参加・普及啓発（CEPA）行動計画 2019-2028
- 東アジア・オーストラリア地域フライウェイ・パートナーシップ 2019-2028 戦略計画
- 重要生息地ネットワークに参加するには？ 参加基準、参加のメリット等を概説した資料